# HaloSat
HaloSat ou Soft X-ray Surveyor est une mission de la NASA utilisant un nano-satellite de format CubeSat 6U (10x20x30 cm et 12 kg) dont l'objectif est de contribuer à l'évaluation de la masse du halo galactique. Le satellite utilise trois détecteurs à dérive en silicium pour mesurer l'intensité de deux raies spectrales de l'oxygène sur 90 % du ciel. Le projet est mené par l'Université d'Iowa en collaboration avec le Centre de vol spatial Goddard et l'Applied Physics Laboratory  pour la charge utile et avec Blue Canyon Technologies pour la plateforme. Le satellite a été transporté jusqu'à la Station spatiale internationale en mai 2018 et a été déployé en orbite depuis celle-ci en juillet 2018.  

## Contexte
Les observations de l'univers primordial ont permis de déterminer que la matière baryonique (la matière que nous observons par opposition à la matière noire et à l'énergie sombre) représentait plus de 5% de masse et de l'énergie totale de l'univers. Les observations de la matière lumineuse démontrent qu'il manque une proportion notable de la matière baryonique. La matière manquante pourrait se situer dans les nuages de gaz chauds qui entourent les galaxies : le halo galactique. Celui de notre galaxie est observable : la température très élevée (100000 kelvin) lui fait émettre un rayonnement X qui ce halo observable. Cette observation peut se faire à travers les raies d'absorption ou les raies d'émission. Les raies d'absorption supposent une source lumineuse en arrière plan tandis que les raies d'émission peuvent être mesurées dans toutes les directions. L'objectif de la mission est de cartographier la présence des raies spectrales d'émission des ions hautement ionisés de l'oxygène OVI et OVII sur l'ensemble du ciel. L'objectif final est de définir des contraintes concernant les caractéristiques du halo galactique : géométrie du halo, quantité de rayonnement en émanant.
Pour y parvenir la mission doit pourvoir,  : 
- Mesurer le rayonnement X mou dans les longueurs d'onde 561 eV et 653 eV
- Avoir une résolution en énergie de 100 eV à 600 eV
- Effectuer des observations du ciel entier
- A chaque observation, détecter le rayonnement d'une vaste partie du ciel (10x10°)
- Utiliser de petit détecteurs (25 mm²).

Deux autres sources d'oxygène peuvent fausser les mesures : le plasma du système solaire et de la magnétosphère terrestre. Les opérations doivent être conduites de manière à minimiser leur influence et une modélisation de celle-ci doit effectuée.

## Caractéristiques techniques
HaloSat est un nano-satellite de format CubeSat 6U c'est-à-dire que ses dimensions, sa masse et plusieurs de ses caractéristiques sont imposées par ce standard. C'est un parallélépipède rectangle de 10 x 20 x 30 cm avant déploiement de ses appendices (panneaux solaires, antennes, ...) . Pour remplir sa mission le satellite est stabilisé 3 axes à l'aide d'un système de contrôle d'attitude  comprenant un viseur d'étoiles, des capteurs solaires, une centrale à inertie et trois roues de réaction. Les roues de réaction sont désaturées à l'aide de magnéto-coupleurs. Le satellite peut modifier son pointage à la vitesse de 3° par seconde. La précision du pointage est de 0,002°. Le CubeSat dispose de 2 panneaux solaires, déployés en orbite et fixes. La charge utile occupe 4U (1U = 10x10x10 cm), l'interface entre celle-ci et le reste du satellite 0,5 U et la plateforme dispose des 1,5 U restant,.

## Le détecteur de rayons X
La charge utile de HaloSat est constituée par trois détecteurs à dérive en silicium identiques qui sont entourés d'un blindage pour écarter les rayonnements parasites. Ils permettent de détecter les rayons X incidents ayant une énergie comprise entre 230 eV et 8000 eV avec une résolution en énergie de 80 eV,.

## Déroulement de la mission
HaloSat  et 15 autres CubeSats constituent la charge utile secondaire ELaNa-23  (Educational Launch of Nanosatellites 23)  de la mission de ravitaillement de la Station spatiale internationale OA-9E. Ils sont embarqués à bord du cargo spatial Cygnus qui est lancé le 21 mai 2018 par une fusée Antares 230 décollant depuis la base de Wallops Island. Le satellite, après avoir été stocké quelques mois dans la station spatiale, est déployé depuis la station spatiale internationale le 13 juillet 2018 et se met à circuler sur une orbite basse à une altitude de 400 km
avec une inclinaison orbitale de  51,6°. La mission primaire a une durée de 1 an,.

### Documents de référence
- (en) A. Zajczyk, P. Kaaret, D. L. Kirchner et al. « HaloSat: a search for missing baryons with a CubeSat » (aout 2018)  (lire en ligne) [PDF]
—32 st Annual AIAA/USU Conference on Small Satellites (lire en ligne)